# 요르단의 체르케스인

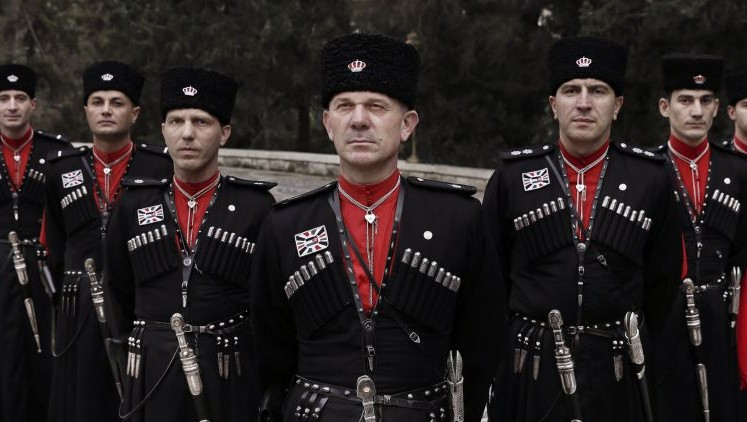

요르단의 체르케스인(Circassians in Jordan)은 요르단에 사는 체르케스인이다. 체르케스인 난민들은 1860년대에 체르케스인 집단학살 기간 중 추방된 후 19 세기 후반(1877-1878) 요르단에 도착했다. 이들은 요르단에 정착했고, 그때 오스만 시리아의 일부인 암만과 제라 쉬 주변에 정착했다. 체르케스인들은 도시가 이전에 버림을 받았기 때문에 현대의 암만을 세운 것으로 간주되고 있다.